# Walter Heidrich (Intendant)
Walter Heidrich (* 3. August 1905 in Gablonz; † 29. Januar 1989 in Aumühle bei Hamburg) war ein deutscher Schauspieler und Intendant.

## Leben
Geboren in Böhmen, durchlief Walter Heidrich seine Ausbildung zum Schauspieler in Dresden bei K. Wolf und Bruno Decarli. Nach seinem Debüt in Reichenberg erhielt Heidrich seine ersten Engagements in Meißen und Guben.
Von 1932 bis 1936 leitete Walter Heidrich die Sudetenbühne, worüber er 1936 seinen „[…] Bericht über 2½ Jahre Arbeit“ über den Sudetendeutschen Verlag veröffentlichte.
Zur Zeit des Nationalsozialismus übernahm Heidrich von 1937 bis 1939 die Intendanz der Landesbühne Sachsen. Im Zweiten Weltkrieg diente Heidrich zeitweilig als Soldat, wurde jedoch in den Jahren 1942 und 1944 vom aktiven Militärdienst freigestellt, um am Ort seines Debüts die Intendanz in Reichenberg zu übernehmen.
Nach dem Krieg kam Walter Heidrich nach Hannover, wo er mit Genehmigung der britischen Besatzer schon 1946 mit dem Aufbau einer „Landesbühne“ begann. Zunächst als kleines privates Unternehmen, gründete Heidrich 1952 die „Landesbühne Niedersachsen Süd“, die er von Anfang an und auch unter dem neuen Namen Landesbühne Hannover bis 1964 leitete. Ihre erste Vorstellung gab das Ensemble am 7. Oktober 1952 im Haus der Jugend mit Friedrich Schillers Kabale und Liebe. Nach ersten finanziellen Unterstützungen durch das Land Niedersachsen initiierte Heidrich 1953 das erste Gastspiel in den Herrenhäuser Gärten. 1956 wurde Reinhold Rüdiger engagiert, der ab 1964 die Nachfolge Heidrichs als Intendant übernahm.
Nach seinen Aktivitäten in Hannover leitete Walter Heidrich von 1964 bis 1968 das Theater Lübeck und arbeitete später auch in Hamburg.

## Schriften
- Walter Heidrich: Die Sudetenbühne: Ein Bericht über 2 1/2 Jahre Arbeit. Buchgestaltung von Rudolf Karasek. Sudetendeutscher Verlag Franz Kraus, Reichenberg 1936.

## Medienecho
- a-th: HANNOVER (Heckentheater Herrenhausen): Kleists „Prinz Friedrich von Homburg“. In: Die Zeit vom 27. Juli 1962 (online)